# Kraftwerk Boryeong
Das Kraftwerk Boryeong (bzw. Poryong) ist ein Kohle- und GuD-Kraftwerk in der Provinz Chungcheongnam-do, Südkorea, das am Gelben Meer, ca. 5 km westlich der Stadt Boryeong, gelegen ist. Das Kraftwerk ist im Besitz der Korea Electric Power Corporation (KEPCO), wird aber von Korea Midland Power betrieben.
Mit einer installierten Leistung von derzeit 6 GW (Stand Februar 2019) ist es eines der leistungsstärksten Kraftwerke in Südkorea.

## Kraftwerksblöcke
Das Kraftwerk besteht gegenwärtig aus 2 Anlagen, einem Kohlekraftwerk mit 8 Blöcken und einem GuD-Kraftwerk mit 4 Blöcken. Die folgenden Tabellen geben einen Überblick:

### Kohlekraftwerk
| Block | Max. Leistung (MW) | Betriebsbeginn | Turbine | Generator | Dampfkessel |
| ----- | ------------------ | -------------- | ------- | --------- | ----------- |
| 1     | 500                | 12.1983        |         |           | Doosan      |
| 2     | 500                | 09.1984        |         |           | Doosan      |
| 3     | 500                | 04.1993        |         |           | Doosan      |
| 4     | 500                | 06.1993        |         |           | Doosan      |
| 5     | 500                | 12.1993        |         |           | Doosan      |
| 6     | 500                | 04.1994        |         |           | Doosan      |
| 7     | 500                | 12.2008        | Doosan  | Doosan    | Doosan      |
| 8     | 500                | 12.2008        | Doosan  | Doosan    | Doosan      |

Der Block 3 des Kraftwerks erreichte mit 3000 Tagen störungsfreiem Betrieb als erstes Kraftwerk diese Bestmarke (17. Dezember 1998 bis zum 26. Oktober 2007). Bis 2012 konnte dieser Rekord auf 4500 Tage ausgeweitet werden; am 1. September 2013 wurde die Marke von 5000 Tagen erreicht. Die Blöcke 1 und 2 sollen bis Ende 2025 stillgelegt werden.

### GuD-Kraftwerk
| Block | T  | Max. Leistung (MW) | Betriebsbeginn | Turbine | Generator | Dampfkessel |
| ----- | -- | ------------------ | -------------- | ------- | --------- | ----------- |
| 1     | GT | 160                | 1997           | ABB     | ABB       | Doosan      |
| 1     | GT | 160                | 1997           | ABB     | ABB       | Doosan      |
| 1     | DT | 180                | 2000           | ABB     | ABB       |             |
| 2     | GT | 160                | 1997           | ABB     | ABB       | Doosan      |
| 2     | GT | 160                | 1997           | ABB     | ABB       | Doosan      |
| 2     | DT | 180                | 2000           | ABB     | ABB       |             |
| 3     | GT | 160                | 1997           | ABB     | ABB       | Doosan      |
| 3     | GT | 160                | 1997           | ABB     | ABB       | Doosan      |
| 3     | DT | 180                | 2000           | ABB     | ABB       |             |
| 4     | GT | 160                | 1997           | ABB     | ABB       | Doosan      |
| 4     | GT | 160                | 1997           | ABB     | ABB       | Doosan      |
| 4     | DT | 180                | 2000           | ABB     | ABB       |             |

Das GuD-Kraftwerk besteht aus vier Blöcken mit jeweils zwei Gasturbinen sowie einer nachgeschalteten Dampfturbine. An beide Gasturbinen ist jeweils ein Abhitzedampferzeuger angeschlossen; die Abhitzedampferzeuger versorgen dann die Dampfturbine. Die installierte Leistung eines Blocks beträgt 500 MW. Der Wirkungsgrad des Kraftwerks wird mit 58 % angegeben. Laut KEPCO liegt die maximale Leistung eines Blocks bei 450 MW.

## Sonstiges
Die englische Zeitung The Telegraph führte Poryong 2007 mit 37,8 Mio. t an Stelle 2 der 25 größten CO2-Emittenten weltweit.